# Bombylius albopenicillatus
Bombylius albopenicillatus är en tvåvingeart som beskrevs av Jacques-Marie-Frangile Bigot 1892. Bombylius albopenicillatus ingår i släktet Bombylius och familjen svävflugor. Inga underarter finns listade i Catalogue of Life.